# Sekundærrute 559
De Sekundærrute 559 is een secundaire weg in Denemarken. De weg loopt van Blokhus via Tylstrup en Hjallerup naar Asaa. De Sekundærrute 559 loopt door Noord-Jutland en is ongeveer 53 kilometer lang.